# بیلی گان
بیلی گان (به انگلیسی: Billy Gunn) زادهٔ ۴ دسامبر ۱۸۵۸ بازیکن فوتبال اهل انگلستان که سابقهٔ بازی در تیم ملی فوتبال انگلستان را در کارنامهٔ خود دارد. وی در تاریخ ۱۵ مارس ۱۸۸۴ نخستین بازی ملی خود را در مقابل تیم ملی فوتبال اسکاتلند انجام داد و با حضور در ۲ بازی ملی، در تاریخ ۱۷ مارس ۱۸۸۴ واپسین بازی ملی‌اش را در برابر تیم ملی فوتبال ولز برگزار کرد. این بازیکن توانسته در بازی‌های ملی، ۱ گل به ثمر برساند.